# Theodor Herzl (Schiff)
Die Theodor Herzl war ein israelisches Passagierschiff. Es wurde 1957 auf der Deutschen Werft gebaut.

## Geschichte
Die Theodor Herzl wurde im Rahmen des Londoner Schuldenabkommen für die israelische Reederei ZIM Israel Navigation Company bei der Deutschen Werft in Hamburg, Finkenwerder gebaut, 1957 abgeliefert und bis 1965 im Liniendienst zwischen Limassol, Piräus, Venedig und Haifa eingesetzt.
Ab 1965 machte die Theodor Herzl ausschließlich Kreuzfahrten, bis sie 1969 an American International Service Travel Board (New Horizons Shipping Co.) verkauft, in Carnivale umbenannt und als schwimmendes Hotel genutzt wurde.
Im Jahr 1971 wurde sie erneut verkauft, dieses Mal an die Reederei Eastern Steamship Co., die sie unter dem Namen Freeport einsetzte und 1975 zum reinen Kreuzfahrtschiff umbauen ließ. 1976 wurde sie in Veracruz I umbenannt. 1978 wurde sie an die Freeport Cruises Lines, Panama, und 1985 an Bahama Cruises Inc., Panama, verkauft. Nach zwei Jahren wurde sie von Bermuda Star Line Cruises, Panama, übernommen, die sie 1990 an Festival Shipping & Tourist Enterprises verkauften und in Sun Ambassador umbenannten.
1991 brannte sie in Piräus bei Umbauarbeiten aus, sank und wurde verschrottet.